# フアン・マヌエル・レギサモン
フアン・マヌエル・レギサモン（Juan Manuel Leguizamón、1983年6月6日 - ）は、メジャーリーグラグビー、シアトル・シーウルブズに所属するラグビー選手。

## プロフィール
- アルゼンチン、サンティアゴ・デル・エステロ出身。
- ポジションはフランカー(FL)、ナンバーエイト(No.8)。
- 身長 190cm、体重 104kg
- アルゼンチン代表キャップは87(2020年7月現在）でラグビーワールドカップ2007・ラグビーワールドカップ2011・ラグビーワールドカップ2015・ラグビーワールドカップ2019のアルゼンチン代表に選ばれた[1]。
- バーバリアンズに選ばれたことがある[2]。

## 略歴
SIC、ロンドン・アイリッシュ、スタッド・フランセ、リヨンOU、ハグアレスを経て、2020年、シアトル・シーウルブズに加入。 